# Włodzimierz Ciołek
Włodzimierz Ciołek   (Wałbrzych, 24 de març de 1956) és un exfutbolista polonès de la dècada de 1980.
Fou 29 cops internacional amb la selecció polonesa amb la qual participà en la Copa del Món de Futbol de 1982.
Pel que fa a clubs, defensà els colors de Górnik Wałbrzych i Stal Mielec.